# Uomo con l'ombrello

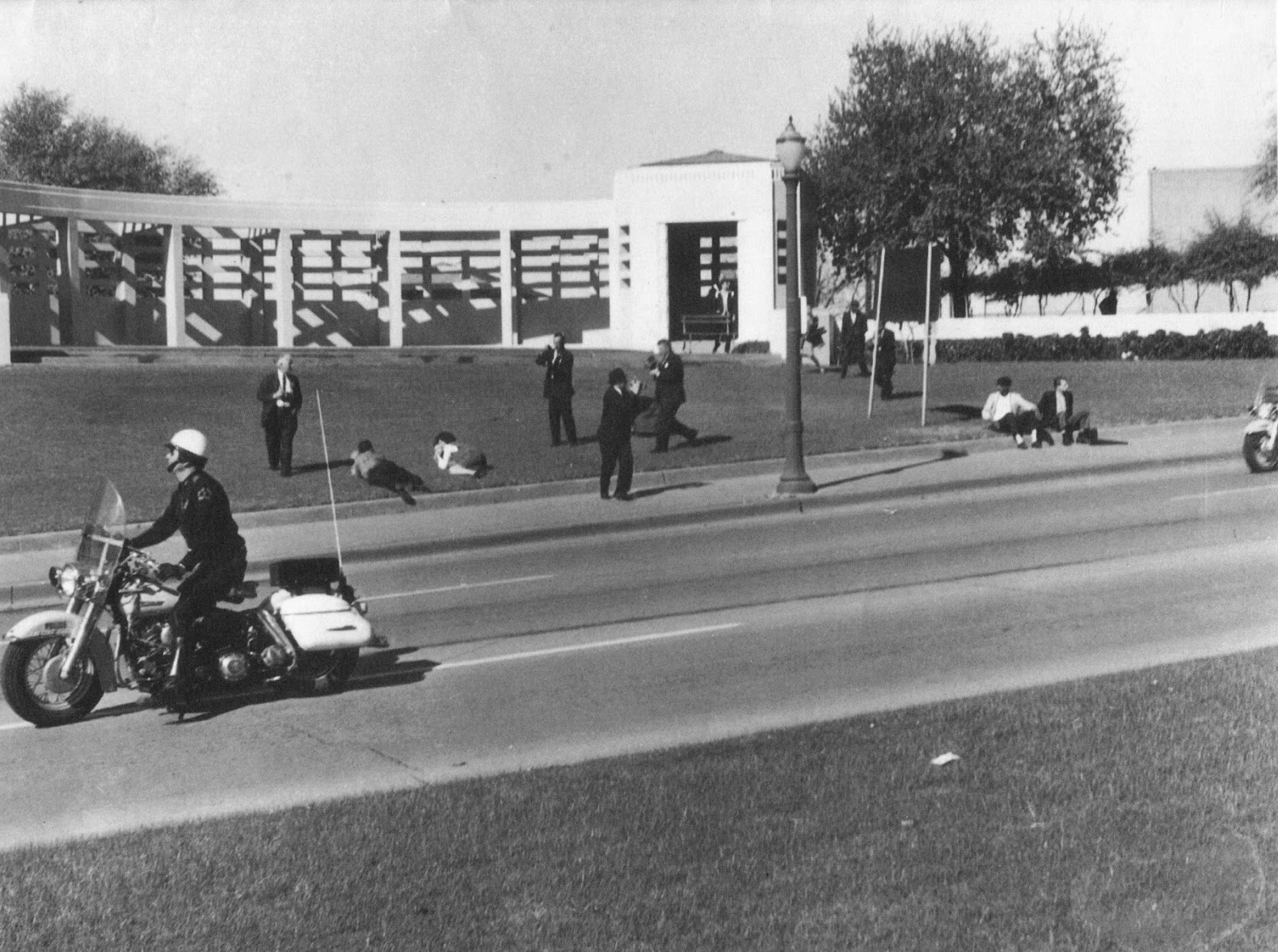
Nei momenti immediatamente successivi all'assassinio del presidente Kennedy, si notano in questa foto sulla destra due uomini seduti insieme sul bordo del marciapiede. L'uomo con l'ombrello è quello con la giacca scura.

L'uomo con l'ombrello (Umbrella Man in originale), identificato nel 1978 dalla Commissione scelta della Camera dei Deputati sui casi di assassinio come Louie Steven Witt, è il nome dato alla figura che appare nel filmato Zapruder, e in molte altre fotografie e filmati dell'epoca, vicino al corteo presidenziale su Dealey Plaza durante l'assassinio di John F. Kennedy il 22 novembre 1963, con in mano un ombrello nero aperto anche se la giornata era assolata.
Nel 2011 Witt è stato il soggetto del documentario The Umbrella Man di Errol Morris, realizzato per il New York Times.

## Ipotesi speculative
L'uomo con l'ombrello è stato oggetto di molte speculazioni, quale unica persona con in mano un ombrello aperto durante il momento dell'omicidio di Kennedy. Era inoltre uno dei passanti più vicini alla macchina del presidente quando quest'ultimo fu colpito dal primo proiettile. Mentre stava passando la limousine presidenziale, l'uomo aprì l'ombrello sopra la propria testa, poi ruotò o spostò l'ombrello da est a ovest (in senso orario) mentre il presidente gli passava accanto. Nei momenti immediatamente successivi all'assassinio, "umbrella man", chiuso l'ombrello, si sedette sul marciapiede accanto a un altro uomo, prima di alzarsi e dirigersi verso il Texas School Book Depository.
Le prime speculazioni arrivarono dai ricercatori Josiah Thompson e Richard Sprague che notarono l'ombrello aperto in una serie di fotografie. Thompson e Sprague suggerirono che "umbrella man" avesse avuto un ruolo da segnalatore di qualche tipo, aprendo l'ombrello per indicare il via libera agli spari. Con questa funzione viene mostrato nel film JFK - Un caso ancora aperto di Oliver Stone e nella serie televisiva X-Files nell'episodio della quarta stagione intitolato I segreti del fumatore. Altra teoria cospirazionista proposta da Robert B. Cutler e supportata dal Colonnello L. Fletcher Prouty è che l'ombrello potrebbe essere stato usato per sparare un dardo con un siero paralizzante a Kennedy così da immobilizzare i suoi muscoli e renderlo un "bersaglio facile".
Infine, esiste un'altra teoria che afferma come l'apertura dell'ombrello al passaggio del corteo presidenziale, sia stata semplicemente una forma di protesta nei confronti del fallimento del governo statunitense durante la recente "invasione della Baia dei Porci".

## Identificazione

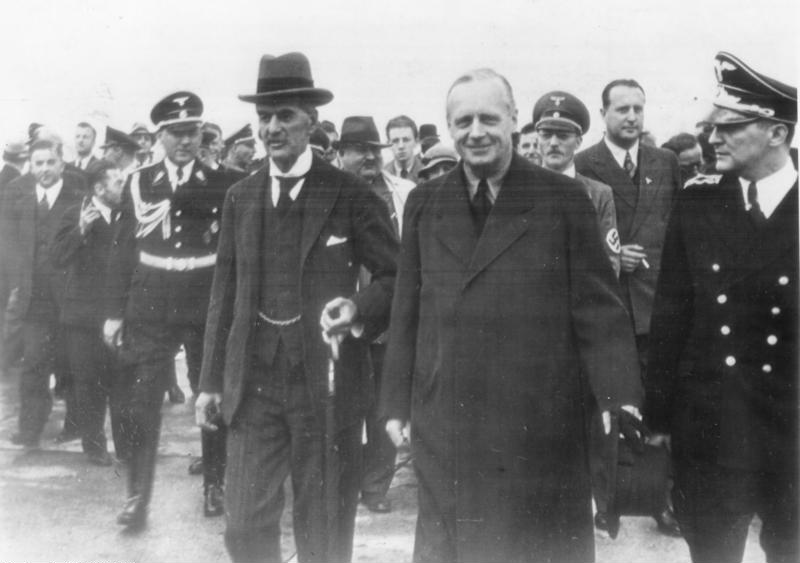
Neville Chamberlain, a sinistra, con il suo caratteristico ombrello nero.

A seguito di un appello pubblico diramato dalla United States House Select Committee on Assassinations (HSCA), nel 1978 Louie Steven Witt si fece avanti dichiarando di essere lui il misterioso "uomo con l'ombrello", affermando di essere ancora in possesso dello stesso ombrello e di essere stato, fino a quel momento, totalmente all'oscuro di tutte le speculazioni fatte nei suoi confronti.
Witt dichiarò di essersi portato l'ombrello, quel giorno, in segno di protesta contro il presidente a causa delle scelte politiche di suo padre, Joseph P. Kennedy: prima della seconda guerra mondiale, infatti, Joseph era stato ambasciatore americano nel Regno Unito ed era stato, all'epoca, molto criticato per aver sostenuto la politica di appeasement del primo ministro britannico Neville Chamberlain con Adolf Hitler. Chamberlain era famoso per portarsi sempre dietro un ombrello nero e, alla fine, l'ombrello nero divenne un simbolo della politica di pacificazione con il nazismo.  Tale passato, dopo la guerra, divenne una spina nel fianco per la famiglia Kennedy e Witt, quel giorno, pensò di mettere in imbarazzo il presidente aprendo un ombrello nero al suo passaggio.
Effettivamente, degli ombrelli neri erano già stati utilizzati in precedenza come simboli di protesta nei confronti del presidente: all'epoca della costruzione del muro di Berlino, un gruppo di studenti di Bonn inviò alla Casa Bianca un ombrello con la scritta Chamberlain.
Testimoniando davanti alla HSCA, Witt dichiarò: «Credo che se il Guinness dei primati avesse una categoria per le persone che si sono trovate nel posto sbagliato al momento sbagliato, facendo la cosa sbagliata, io sarei al primo posto in assoluto, senza rivali».
Witt morì il 17 novembre 2014, all'età di novant'anni.